# Article 98 de la Constitution belge
L'article 98 de la Constitution belge fait partie du titre III Des pouvoirs. Il interdit aux membres de la famille royale d'être ministre.

## Texte
« Aucun membre de la famille royale ne peut être ministre. »

## Histoire
Cet article date du 7 février 1831 et était à l'origine, sous l'ancienne numérotation, l'article 87. Il n'a jamais été révisé.